# (8535) Pellesvanslös
(8535) Pellesvanslös est un astéroïde de la ceinture principale.

## Description
(8535) Pellesvanslös est un astéroïde de la ceinture principale. Il fut découvert le 21 mars 1993 à La Silla par Claes-Ingvar Lagerkvist. Il présente une orbite caractérisée par un demi-grand axe de 3,15 UA, une excentricité de 0,16 et une inclinaison de 0,6° par rapport à l'écliptique.

## Compléments